# 고쿠도역
고쿠도역(일본어: 国道駅, こくどうえき)은 일본 가나가와현 요코하마시 쓰루미구에 있는, 동일본 여객철도의 철도역이다. 쓰루미 선이 지나간다. 역 이름은 역 근처를 지나가는 국도 제15호선에서 딴 것이다.

## 역 구조
상대식 2면 2선 구조의 고가역이다. 무인역으로, 간이 개찰기에서 스이카 및 제휴 교통카드의 사용이 가능하다. 승강장은 곡선 구조로, 열차와 승강장 사이가 넓기 때문에 타고 내릴 때 주의해야 한다.

### 승강장
| 1 | ■ 쓰루미 선 | 오기마치 · 우미시바우라 · 오카와 방면 |
| 2 | ■ 쓰루미 선 | 쓰루미 방면                           |

## 역세권 정보
- 국도 제15호선
- 게이힌 급행 전철 본선 가게쓰소지지 역
- 쓰루미 강

## 역사
- 1930년 10월 28일 - 쓰루미 임항 철도의 역으로 개업하였다.
- 1943년 7월 1일 - 국유화에 따라 일본국유철도의 소속이 되었다.
- 태평양 전쟁중 - 고쿠도 역 기둥에 총탄자국이 생기다.
- 1987년 4월 1일 - 민영화에 따라 동일본 여객철도의 소속이 되었다.
- 2002년 3월 22일 - 스이카의 사용이 가능해졌다.

## 인접역
| 동일본 여객철도 쓰루미 선 | 동일본 여객철도 쓰루미 선 | 동일본 여객철도 쓰루미 선                              |
| ------------------------- | ------------------------- | ------------------------------------------------------ |
| JI 01 쓰루미 방면         | 쓰루미 선                 | JI 03 쓰루미오노 오기마치 · 우미시바우라 · 오카와 방면 |